# Forio
Forio är en ort och kommun på ön Ischia i storstadsregionen Neapel, innan 2015 provinsen Neapel, i regionen Kampanien i Italien. Kommunen hade 17 840 invånare (2017).